# Sisyrhypena
Sisyrhypena là một chi bướm đêm thuộc họ Erebidae.